# 亢奋 (电视剧)
《高校十八禁》（英語：Euphoria）是改编自以色列同名电视剧的美国青少年电视剧集，由萨姆·李文森、安格斯·克勞德、詹妮弗·莫里森执导，赞达亚（兼任故事叙述者）、杭特·薛佛、雅各布·艾洛蒂、亚历克萨·德米、席德妮·史威尼、芭比·费雷拉等人主演。第一季于2019年6月16日首播。2019年7月，HBO宣布续订第二季，并于2022年1月9日播出。2022年2月，HBO官宣续订第三季。
该剧获得了众多赞誉，包括黄金时段艾美奖杰出剧集的提名。赞达亚凭借她的表演赢得了黄金时段艾美奖和卫星奖的最佳剧集女演员奖。赞达亚在第二季获得了同样的奖项提名，席德妮·史威尼、科尔曼·多明戈和玛莎·凯利也获得了提名。

## 剧情简介
一年前，一名青少年在夜总会外被谋杀，而悲剧发生一年后其他青少年同伴试图通过毒品﹑性爱和暴力来逃避现实，以应对无法确定的未来。

## 角色列表

### 主要角色
- 赞达亚 饰演 鲁比·「茹」·贝内特（Ruby "Rue" Bennett）

故事旁白，刚从戒毒所出来的青少年吸毒者，正在努力寻找自己在世界上的地位。与朱尔斯的关系很不稳定。
- 莫德·阿帕托 饰演 莱克茜·霍华德（Lexi Howard）

茹儿时好友，凯西妹妹。
- 安格斯·克劳德 饰演 菲兹可（Fezco （Fez））

毒贩，与茹关系密切。
- 埃里克·迪恩 饰演 卡尔·雅各布斯（Cal Jacobs）

内特严格、苛刻的父亲，拥有双重生活。
- 亚历克萨·德米 饰演 玛迪·佩蕾丝（Maddy Perez）

与内特分分合合多次。原为凯西好友，后反目。
- 雅各·艾洛迪 饰演 内特·雅各布斯（Nate Jacobs）

高中运动员，与玛迪分分合合多次，后与凯西发生关系。
- 芭比·费雷拉 饰演 咖特·埃尔南德斯（Kat Hernandez）

一个在探索自己的性取向时为身体积极性而战的女孩。
- 妮卡·金（英语：Nika King） 饰演 莱斯利·贝内特（Leslie Bennett）

茹和吉亚的母亲。
- 斯托姆·瑞德 饰演 吉亚·贝内特（Gia Bennett）

茹的妹妹。
- 杭特·薛佛 饰演 朱尔斯·沃恩（Jules Vaughn）
- 阿尔吉·史密斯（英语：Algee Smith） 饰演 克里斯·麦凯（Christopher McKay）

年轻的橄榄球运动员，也是凯西的前男友。
- 席德妮·史威尼 饰演 凯西·霍华德（Cassie Howard）

莱克茜的姐姐，麦凯的前女友，臭名昭著的过去一直困扰着她，后搭上好友玛迪的前男友内特。
- 科尔曼·多明戈 饰演 阿里（Ali）

一名正在从药物滥用障碍中恢复过来的人，他经常在茹的麻醉品匿名会议上发言并最终成为她的「赞助商」。
- 贾文·「瓦纳」·沃尔顿（英语：Javon Walton） 饰演 阿什特雷（Ashtray）

毒贩，菲兹可的弟弟。
- 奥斯汀·艾布拉姆斯 饰演 伊桑·刘易斯（Ethan Lewis）

凱特的挚爱。
- 多米尼克·菲克 饰演 艾莲（Elliot）

茹的新朋友，介于茹和朱尔斯之间。

## 分集列表
| 季數     | 集数 | 集数 | 首播日期      | 首播日期      |
| 季數     | 集数 | 集数 | 首映          | 季终          |
| -------- | ---- | ---- | ------------- | ------------- |
| 1        | 8    | 8    | 2019年6月16日 | 2019年8月4日  |
| Specials | 2    | 2    | 2020年12月6日 | 2021年1月24日 |
| 2        | 8    | 8    | 2022年1月9日  | 2022年2月27日 |

## 奖项与提名
| 年份 | 大奖                     | 奖项                                  | 提名者                                        | 结果 | 来源   |
| ---- | ------------------------ | ------------------------------------- | --------------------------------------------- | ---- | ------ |
| 2019 | 第45届人民选择奖         | Favorite Drama TV Star                | 赞达亚                                        | 獲獎 | [ 8 ]  |
| 2019 | 第24届卫星奖             | 最佳女主角——劇情類電視劇              | 赞达亚                                        | 獲獎 | [ 9 ]  |
| 2020 | 黃金時段艾美獎           | 表演類最佳劇情類影集女主角            | 赞达亚                                        | 獲獎 | [ 10 ] |
| 2022 | 美国电影电视剪接师协会奖 | Best Edited Drama Series              | 胡利奥·C·佩雷斯四世、尼古拉·博亚诺夫（Nikola Boyanov） （） | 待定 | [ 11 ] |
| 2022 | 服装设计师工会奖         | Excellence in Contemporary Television | 海蒂·比文斯（Heidi Bivens） （）                          | 待定 | [ 12 ] |

### 引用
1. ↑  Sanger-Katz, Margot; Carroll, Aaron. . The New York Times. 2019-06-23  [2022-01-08]. （原始内容存档于2021-02-17） （英语）.
2. ↑  Jones, Marcus. . Entertainment Weekly. 2021-06-17. （原始内容存档于2021-08-21） （英语）.
3. ↑  Zoller Seitz, Matt. . Vulture. August 13, 2019. （原始内容存档于2021-02-27） （英语）.
4. ↑  Kent, Clarkisha. . Entertainment Weekly. 2019-07-03  [2022-02-02]. （原始内容存档于2021-01-25） （美国英语）.
5. ↑  Westbrook, Caroline. . Metro. 2018-06-17  [2018-07-30]. （原始内容存档于2018-07-30）.
6. ↑  Franich, Darren. . Entertainment Weekly. 2019-06-14  [2019-06-16]. （原始内容存档于2019-08-04）.
7. 1 2  . The Futon Critic.
8. ↑  Yang, Rachel. . Entertainment Weekly. 2019-11-11  [2019-11-27]. （原始内容存档于2019-11-30） （英语）.
9. ↑  . International Press Academy. 2019-12-19. （原始内容存档于2019-12-03） （英语）.
10. ↑  .   [2022-02-08]. （原始内容存档于2020-11-08）.
11. ↑  Giardina, Carolyn. . The Hollywood Reporter. 2022-01-27  [2022-01-28]. （原始内容存档于2022-01-27） （英语）.
12. ↑  Hipes, Patrick. . Deadline. 26 January 2022. （原始内容存档于2022-02-01） （英语）.